# Selenaria maplestonei
Selenaria maplestonei is een mosdiertjessoort uit de familie van de Selenariidae. De wetenschappelijke naam van de soort is voor het eerst geldig gepubliceerd in 1987 door Cook & Chimonides.